# Пархуто, Ярослав Сильвестрович
Яросла́в Сильве́стрович Парху́та (бел. Ярасла́ў Сільве́стравіч Парху́та; 1930—1996) — белорусский писатель, журналист, краевед, путешественник. Член Союза писателей СССР (1982). Лауреат Государственной премии Республики Беларусь за произведения литературы и искусства для детей и юношества (1992).

## Биография
Родился 8 марта 1930 года в д. Милейки, Полесское воеводство, Польша (ныне Ивацевичский район, Брестская область) в крестьянской семье.
Окончил журналистское отделение Белорусского государственного университета имени В. И. Ленина (1949—1952), Высшую партийную школу при ЦК КПБ в Минске (1973). С 1952 по 1953 годы — на журналистской работе в Гродненской области. С 1953 по 1956 годы служил в Советской Армии. С 1956 года — литературный сотрудник, заведующий отделом порозовской районной газеты «Ленінскі шлях», с 1959 года — заместитель редактора ружанской районной газеты «Заветы Леніна», с 1961 года — редактор городищенской районной газеты «Советская Родина», с 1962 года — заместитель редактора, заведующий отдела барановичской межрайонной газеты «Знамя коммунизма», с 1965 года — старший редактор Брестской студии телевидения, в 1965—1969 годы — заведующий отдела, заместитель редактора малоритской районной газеты «Сельскае жыццё». В 1973—1977 годы работал заместителем редактора, редактором отдела юмористического журнала «Вожык», в 1978—1982 годы — редактором отдела журнала «Родная прырода».
Похоронен на кладбище “Колодищи” под Минском.

## Творчество
Выступает в печати с 1945 года. Первое стихотворение опубликовал в 1949 году (брестская областная газета «Заря»). Автор стихотворных сказок «Казка зялёнай дубровы» (1960), «Перапёлачка» (1979). Известен как мастер малой лирической прозы, краевед, эссеист. Писал о проблемах защиты природы, об экологическом состоянии Белорусского Полесья.

### Сборники прозы
- бел. «Ты пайшла ў сонца : Лірычныя аповесці і навелы» («Ты пошла в солнце : Лирические повести и новеллы») (1973)
- бел. «Мудрая цялушка : Апавяданні, гумарэскі, фельетоны» («Мудрый телёнок : Рассказы, юморески, фельетоны») (1976)
- бел. «Жаваранак над полем : Эцюды роднага краю» («Жаворонок над полем : Этюды родного края») (1985)
- бел. «Зямля бацькоў нашых : Падарожжа па родным краі» («Земля отцов наших : Путешествия по родному краю») (1988)
- бел. «Пад высокім сонцам : Эцюды роднага краю» («Под высоким солнцем : Этюды родного края») (1988)
- бел. «Дарогамі надзеі і трывог : Палескі дзеннік» («Дорогами надежды и тревог : Полесский дневник») (1989)
- бел. «Крыніца ёсць у родным краі… : Кніга падарожжаў» («Родник есть в родном краю… : Книга путешествий») (1992) (Художник — А. В. Александрович)
- бел. «Жальба жытняга коласа : Кніга падарожнікаў» («Жалоба колоса ржи : Книга путешественников») (1993) (Художник — А. В. Александрович)
- бел. «Сустрэча з іншапланецянкай : навелы» («Встреча с инопланетянкой : новеллы») (1994)

### Книги для детей
- бел. «Казка зялёнай дубровы» («Сказки зелёной дубравы») (1960)
- бел. «Перапёлачка : Казкі» («Перепёлочка : Сказки») (1979)
- бел. «Там, дзе жыве Юлька : Лірычныя навелы» («Там, где живёт Юлька : Лирические новеллы») (1978)
- бел. «Перапёлачка : Казкі» («Перепёлочка : Сказки») (1993)
- бел. «Казкі дзеда Яраслава» («Сказки деда Ярослава») (1995)

### Сборники
- бел. «Сонечныя борці : аповесць, лірычныя навелы» («Солнечные борти : повесть, лирические новеллы») (2011)

## Награды и звания
- Государственная премия Республики Беларусь за произведения литературы и искусства для детей и юношества (1992) за книгу «Зямля бацькоў нашых»[1].
- Медаль.